# Chaenopsis deltarrhis
Chaenopsis deltarrhis är en fiskart som beskrevs av Böhlke, 1957. Chaenopsis deltarrhis ingår i släktet Chaenopsis och familjen Chaenopsidae. IUCN kategoriserar arten globalt som otillräckligt studerad. Inga underarter finns listade i Catalogue of Life.